# Gunārs Priede
Œuvres principales
Smaržo sēnes (1967)
Centrifūga (1985)
Gunārs Priede, né le 17 mars 1928 à Riga et mort le 22 décembre 2000 dans la même ville, est un écrivain et dramaturge letton. Ses œuvres révélées au public au milieu des années 1950, peuplées de personnage lyriques rappellent l'univers tchekhovien. Son travail le plus puissant, Centrifugeuse (Centrifūga, 1985) décrit avec force le sort des Lettons pendant la Seconde Guerre mondiale.

## Biographie
Ingénieur architecte de formation, diplômé de l'Université de Lettonie en 1953, Gunārs Priede commence sa carrière à l'Institut de construction de l'Académie des sciences de Lettonie, puis travaille comme professeur à l'école d'agricultures de Riga (1955-1957), professeur à l'école de formation continue agricole (1955) et à l'école du bâtiment (1957-1958).
Il s'illustre comme critique théâtral à partir de 1949, collaborant avec le périodique Literatūra un Māksla et écrit sa première pièce L’Été du petit frère, exploitant le thème du conflit de générations dont l'action se situe au sein d'un kolkhoze, qui sera adapté au Théâtre d'art Rainis par Peteris Petersons en 1956. Par la suite plusieurs de ses œuvres seront construites autour du problème de la jeunesse.
Plus tard, parallèlement à sa carrière littéraire, Gunārs Priede est conseiller dramatique à l'Union des écrivains de la RSS de Lettonie (1958-1960), membre, puis directeur du département des scénaristes du Riga Film Studio (1960-1964), expert artistique et membre de la commission du contrôle des productions théâtrales au Ministère de la culture de la RSS de Lettonie (1964-1965), premier secrétaire de l'Union cinématographique de la RSS de Lettonie (1965-1968), secrétaire, puis premier secrétaire de l'Union des écrivains (1972-1984), membre du comité d'attribution du prix d’État et du prix Lénine auprès du conseil des ministres de la RSS de Lettonie (1975-1989), et enfin le président du comité du parc mémorial de Riga à partir de 1989.
Son écriture véhicule d'abord les idées préconçues, conformes à l'idéologie de l'époque, mais va progressivement évoluer et atteindre une dimension plus profonde . En 1967, sa pièce Parfum des champignons, une satire qui prend pour cible un haut fonctionnaire soviétique et son entourage, est interdite par la censure. Dans la foulée, Priede se voit démis de ses fonctions du premier secrétaire de l'Union cinématographique de Lettonie. Le Parfum des champignons ne sera mise en scène qu'en 1986 au Théâtre de la jeunesse. Le film mythique Respirez à fond (Elpojiet dziļi) connu aussi sous le titre Quatre chemises blanches de Rolands Kalniņš dont Priede signe le scénario, sorti la même année (1967), rencontrera son public également seulement en 1986, dans le contexte de la perestroïka - il est aujourd'hui inclus dans le Canon culturel letton,.
En 1997, dans la Lettonie indépendante, l'écrivain est fait officier de l'ordre des Trois Étoiles.
Gunars Priede passe ses dernières années à Lielvarde où il sera enterré.

## Œuvres
Dramaturgie
- L’Été du petit frère (Jaunākā brāļa vasara, 1955)
- Bien que l'automne (Lai arī rudens, 1956)
- Normund's Girl (Normunda meitene, 1958)
- Le Premier bal de Vika (Vikas pirmā balle, 1960)
- Miks et Dzilna (Miks un Dzilna, 1963)
- Ta bonne réputation (Tava labā slava, 1965)
- Par le chemin des baleines (Pa valzivju ceļu, 1965)
- La treizième (Trīspadsmitā, 1966)
- Parfum des champignons (Smaržo sēnes, 1967)
- Otilija et ses petits-enfants (Otīlija un viņas bērnubērni, 1971)
- Feu de bois en contrebas près de la gare (Ugunskurs lejā pie stacijas, 1972)
- La Violette de l'Oudmourtie (Udmurtijas vijolīte, 1974)
- Chant de pie (Žagatas dziesma, 1978)
- On le connait ? (Vai mēs viņu pazīsim ?, 1980)
- Drill (Mācību trauksme , 1980)
- Lombric exaspéré (Saniknotā slieka, 1983)
- Une filiale (Filiāle, 1983)
- Centrifugeuse (Centrifūga, 1985)
- Montagnes enneigées (Sniegotie kalni, 1986)

Scénarios
- 1961 : Kārkli pelēkie zied de Gunārs Piesis
- 1963 : Nekur vairs nav jāiet de Gunārs Piesis
- 1967 : Elpojiet dziļi de Rolands Kalniņš